# Chhurim
Chhurim (ur. 1984) – nepalska himalaistka i pierwsza kobieta, która dwukrotnie weszła na Mount Everest w ciągu jednego sezonu co zostało w 2013 roku umieszczone w Księdze Rekordów Guinnessa.

## Życiorys
Urodziła się w1984 roku w Ghunsa, małej wiosce w dystrykcie Taplejung, jako szóste z ośmiorga dzieci. Należy do Szerpów i jak większość członków tego plemienia używa tylko imienia. Dwukrotnie 12 i 19 maja 2011 roku weszła na szczyt Mount Everestu. 
Zostało to uznane za rekord Guinnessa. 25 lutego 2013 roku w Katmandu podczas ceremonii zorganizowanej przez Nepal Mountaineering Association (NMA) został jej wręczony certyfikat przesłany z Guinness World Record Ltd.. W uroczystości wziął udział  Bahadur Bogati, minister kultury, turystyki i lotnictwa cywilnego w rządzie Nepalu.
W 2015 roku planowała wnieść na szczyt kijek do krykieta i dwie koszulki należące do zmarłego australijskiego odbijającego Phillipa Hughesa. Niestety przeszkodziło w tym trzęsienie ziemi w Nepalu. Chhurim była wtedy w bazie Base Camp.